# 乙酸锆
乙酸锆是锆的乙酸盐。它的化学式原被认为是Zr(O
2CCH
3)
4，不过之后X射线衍射研究发现其结构其实是Zr
6O
4(OH)
4(O
2CCH
3)
12。乙酸锆的市售品常以水溶液的形式出现。它可用于合成金属有机框架材料。

## 制备及反应
四氯化锆和乙酸在四氯化碳中加热反应，得到四乙酸锆。
它和氟磺酸反应，可以得到Zr(CH3COO)n(SO3F)4−n（n=2，3）。